# 波

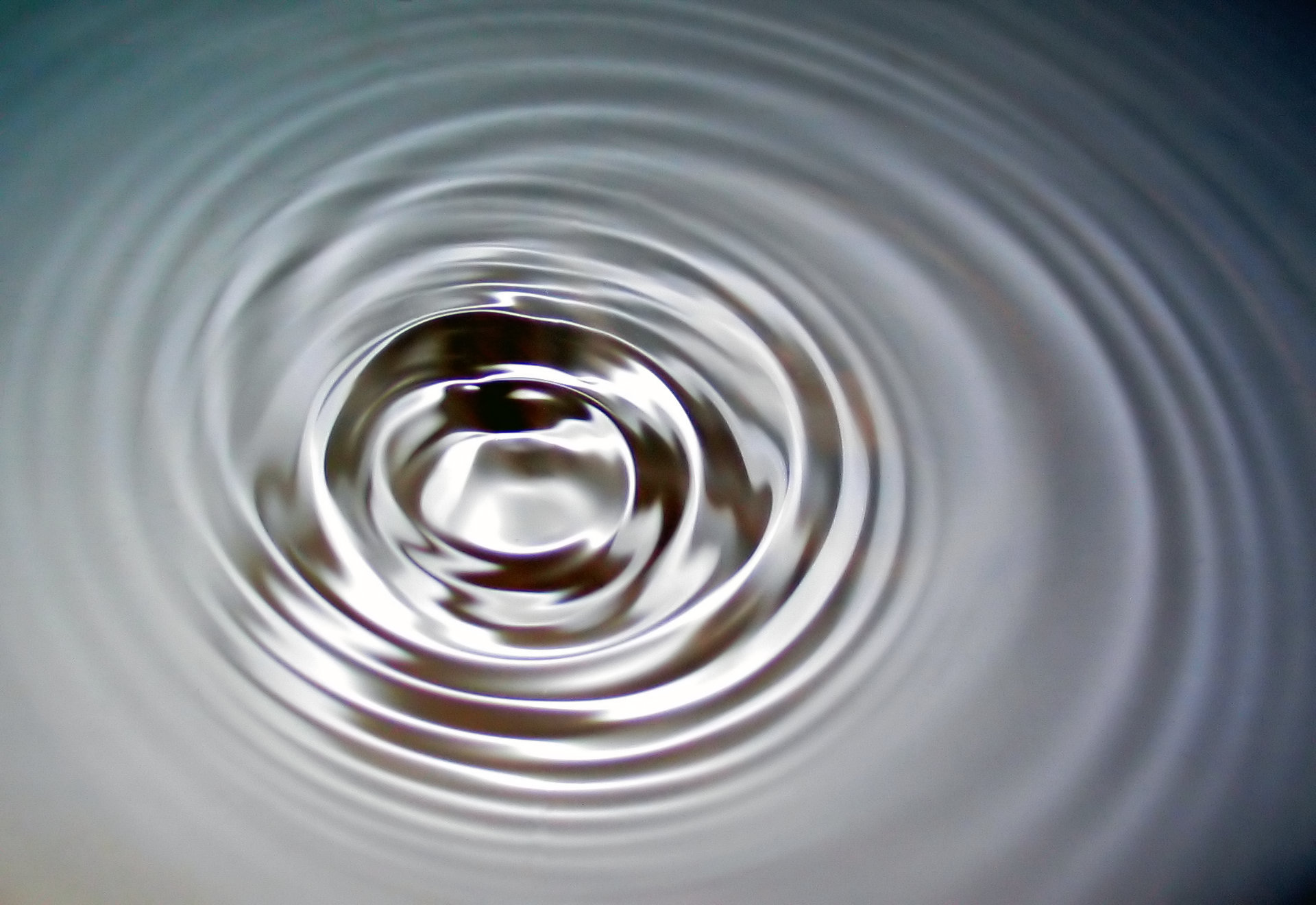
水面波

波是一个或多个物理量从平衡状态传播出去的动态扰动（dynamic disturbance），波也是此物理量在空间逐点传递时形成的运动。波动（wave motion）则是波传递出去的“现象”或“过程”。波的扰动形式可任意，傳遞路徑上的其他介質也作同一形式振動，但不會傳遞介質；因此，波是振动状态的传播，不是物质本身的传播。此外，波的传播速度总是有限的。
波可为週期性的，称为週期波，此时物理量以某种频率在平衡值附近反复振荡。当整个波形在一个方向上行进时，称为行波（traveling wave）；相较而言，驻波（standing wave）的波形不向前行进，仅在平衡位置周期性振动，其由一对沿相反方向行进而叠加的周期波形成，属于一种干涉波。
除了电磁波、引力波（又稱「重力波」）能够在真空中传播外，大部分波如机械波只能在介质中传播。波速與介質的彈性與慣性有關，但與波源的性質無關。

## 数学描述
在数学上，任何一个沿某一方向运动的函数形状都可以认为是一个波。考虑一种最简单的情况：二维平面波，波的形状可以用{\displaystyle xy}平面上的曲线{\displaystyle y=f(x)}描述。
如果这个曲线沿着{\displaystyle x}轴以{\displaystyle \omega }的速度向右运动，不难看出，这样的函数应该满足如下方程：{\displaystyle y=f(x-\omega t)}
如果沿x轴以ω的速度向左运动，则为：{\displaystyle y=f(x+\omega t)}
以上两个方程都满足如下形式的微分方程：
{\displaystyle {\frac {\partial ^{2}f}{\partial t^{2}}}=c^{2}{\frac {\partial ^{2}f}{\partial x^{2}}}}
这里c通常是一个固定常数，代表波的传播速率。这个方程称为一维波动方程。
它的通解可以表示为：
{\displaystyle y(x,t)=f(x+\omega t)+g(x-\omega t)}
它表示一个向左传播的波和一个向右传播的波的叠加。

### 行進波
行進波，又稱行波、前進波，是一種在空間與時間裏的擾動，可以表達為
{\displaystyle y(z,t)=A(z,\ t)\sin(kz-\omega t+\phi )\,\!}；
其中，{\displaystyle A(z,\ t)\,\!}是波的振幅，{\displaystyle z\,\!}是位置，{\displaystyle t\,\!}是時間，{\displaystyle k\,\!}是波數，{\displaystyle \phi \,\!}是相數。
波的相速度{\displaystyle v_{p}\,\!}可以表達為
{\displaystyle v_{p}={\frac {\omega }{k}}=\lambda f\,\!}；
其中，{\displaystyle \lambda \,\!}是波長。

### 一维简谐波

正弦波投影在直線上為簡諧運動。

一种最基本、最常见的波是简谐波。它可以表示为：
{\displaystyle f=Ae^{i(kx-\omega t)}\,}
其中{\displaystyle k}是波数，{\displaystyle \omega }是角频率，{\displaystyle A}是振幅。
波数倚赖于波长{\displaystyle \lambda }，{\displaystyle k={\frac {2\pi }{\lambda }}}。角频率倚赖于周期{\displaystyle T}，{\displaystyle \omega ={\frac {2\pi }{T}}}。
波速{\displaystyle v={\frac {\omega }{k}}}。

### 駐波
參見駐波

## 影響波速的因素
1.傳播的介質種類
在固體中的波速最高，液體次之，氣體最小（例如聲音）。溫度越高，空氣分子運動的速率越高，傳遞波的速度亦愈快。在同一介質中，波的速率與頻率無關。
2.溫度的高低
溫度越高，空氣分子運動的速率越高，所以傳遞波的速度亦越快。在一大氣壓下，0℃時空氣中的聲速為331公尺/秒，溫度每升降1℃，聲速約增减0.6公尺/秒。

## 特征参量
任何一种波都可以用如下的参量进行描述：
- 色散关系，即波的频率ω与波矢量k之间的关系：{\displaystyle \omega =\omega ({\boldsymbol {k}})}。其中，波矢量的方向是垂直于波阵面的，其数值等于波数，即k=2π/λ。
- 波的相速度{\displaystyle v_{p}=\omega /k}与群速度{\displaystyle {\boldsymbol {v}}_{g}=\mathrm {d} \omega /\mathrm {d} {\boldsymbol {k}}}。相速度的方向与波矢量k的方向平行，而群速度表示波内能量转移的大小和方向。
- 波的衰减率γ
- 波的偏振。可以是无偏振、线偏振、椭圆偏振或者是圆偏振。

## 能量
所有的波都携带能量，具有动能和势能的特性。波所携带的能量常用波内单位体积所具有的能量作计量，稱为波的能量密度。在单位时间内通过垂直于波矢的单位面积所传递的能量叫波的强度或能流密度，它是波的能量密度和波的传播速度的乘积。
{\displaystyle E}{\displaystyle =}{\displaystyle 0.5}{\displaystyle (mu} Δ {\displaystyle x)}{\displaystyle (2pafR)}{\displaystyle ^{2}}
其中，{\displaystyle E}是簡諧運動能量，{\displaystyle f}是頻率。
{\displaystyle E=h\nu }
其中，{\displaystyle E}是非力學波能量，{\displaystyle \nu }是频率。

## 类型
波根據振動源的次數可以分為
- 脈波：脈波的波源只對介質作一短暫的擾動。波通過介質時，介質中的質點在短暫振動後，隨即靜止於原位置。
- 週期波：週期波的波源對介質作連續有規律的振動。

波在均勻、無向性的介質中傳遞時，依介質的振動方向的區別可以分為
- 縱波：又稱疏密波，縱波的特點是介質的振動方向與傳播方向相同，比如空氣中的聲波、地震波中的P波。
- 橫波：又稱高低波，橫波的特點是介質的振動方向與傳播方向垂直。如：電磁波、地震波中的S波。

如果在非均質介質中傳遞時，介質振動的行為就不是只有橫向與縱向兩種，亦存在像表面波、海浪這種類型的振動。譬如：雷利波其振動方式為橢圓形。
依波動傳遞所需要的介質劃分，波可分為
- 力學波（機械波）：如聲波、水波等
- 非力學波（非機械波）：如電磁波、重力波、光波等
- 物質波則是在近代物理中敘述物質具有粒子與波動的二元性（波粒二象性），近一步的探討則認為物質波是物質在空間中分布的機率，如電子的軌域。

## 传播
有些波的传播需要介质，比如声波等机械波。有些则不需要介质，在真空中也能传播。如电磁波。
波在介質中傳播時，介質的質點並未隨波前進，而是在原處附近運動。
波的行進速度v為其頻率f和波長λ的乘積，即波長λ和週期T的比值：{\displaystyle v=f\lambda ={\frac {\lambda }{T}}}
波在繩子上傳播時，波的行進速度v（SI單位m/s）與繩子所受的張力F（單位N）及繩子的線密度μ（單位kg/m）有關：{\displaystyle v={\sqrt {F \over \mu }}}

## 量子
每种波有相应的量子，譬如：
- 电磁波──光子
- 引力波──引力子

## 外部連結
- 橫行波Java模擬 （页面存档备份，存于）
- 縱行波Java模擬 （页面存档备份，存于）
- 弦線上駐波Java模擬 （页面存档备份，存于）
- 水波的干涉Java模擬 （页面存档备份，存于）
- 水波的繞射Java模擬 （页面存档备份，存于）